# Arnar Freyr Arnarsson
Arnar Freyr Arnarsson (Reykjavik, 14 de marzo de 1996) es un jugador de balonmano islandés que juega de pívot en el MT Melsungen de la Bundesliga. Es internacional con la selección de balonmano de Islandia.
Su primer gran campeonato con la selección fue el Campeonato Mundial de Balonmano Masculino de 2017.

## Palmarés

### Kristianstad
- Liga sueca de balonmano masculino (2): 2017, 2018

## Clubes
- Fram Reykjavik ( -2016)
- IFK Kristianstad (2016-2019)
- GOG Gudme (2019-2020)
- MT Melsungen (2020- )